# Ісмаїл-паша
Ісмаїл-паша (араб. الخديوي إسماعيل Ismā‘īl Bāshā, англ. Isma'il Pasha; 1839 — 1895, також відомий як Ісмаїл Пишний) — хедив (губернатор) Єгипту у 1866-1879.

## Життєпис
Був другим сином Ібрагіма-паші, онуком Мухаммеда Алі. У 1863 став віце-королем Єгипту, а 1866 одержав титул хедива від султана Османської імперії.
З 1869 відправив війська, що стали активно захоплювати порти в Сомалі. В результаті вдалося посилити політичний і економічний вплив в регіоні. Але невдовзі війська хедива стикнулися з протистоянням місцевих султанатів.
Він набрав величезну кількість кредитів в інших країн, і в 1875 Велика Британія, за пропозицією прем'єр-міністра Дізраелі, купила акції Суецького каналу в хедива приблизно на 4 млн фунтів стерлінгів, установивши англо-французький контроль над фінансами Єгипту.
У 1879 Велика Британія та Франція наполягли на тому, щоб султан призначив Тауфіка хедивом.